# Patrick Craigie
Pour les articles homonymes, voir Craigie.
Patrick George Craigie CB (29 mai 1843 - 10 janvier 1930) est un statisticien né au Canada, qui a été président de la Royal Statistical Society de 1902 à 1904.

## Prix et distinctions
Il remporte la médaille Guy en or décernée par la Royal Statistical Society en 1908. Il est également décoré de l'Ordre du Bain.